# Torfowiec szorstki
Torfowiec szorstki, t. zwarty (Sphagnum compactum Lam. & DC.) – gatunek mchu z rodziny torfowcowatych (Sphagnaceae). Jest szeroko rozprzestrzeniony w strefie chłodnej klimatu umiarkowanego i subpolarnego, w strefach cieplejszych jego występowanie ograniczone jest do obszarów górskich. Związany jest z siedliskami skąpożywnymi i kwaśnymi. Stosunkowo łatwo rozpoznawalny ze względu na tworzenie zwartych darni, w których trudno wyodrębnić poszczególne główki (szczytowe części roślin tworzone przez stłoczone gałązki).

## Rozmieszczenie geograficzne
Jest często spotykanym gatunkiem w strefie umiarkowanej chłodnej i w strefie klimatu subpolarnego – w Europie, w północnej i wschodniej Azji, w Ameryce Północnej, na półkuli południowej w Australii i Nowej Zelandii. W strefie klimatu ciepłego, włącznie ze strefą międzyzwrotnikową (północna Afryka, południowo-wschodnia Azja, wyspy Makaronezji, Turcja, Hawaje i Kolumbia) obecny jest tylko na obszarach górskich. 
W Europie uznawany jest za jeden z bardziej rozpowszechnionych torfowców. W Polsce jest częsty na zachodzie, ku wschodowi rzadszy.

## Morfologia i anatomia

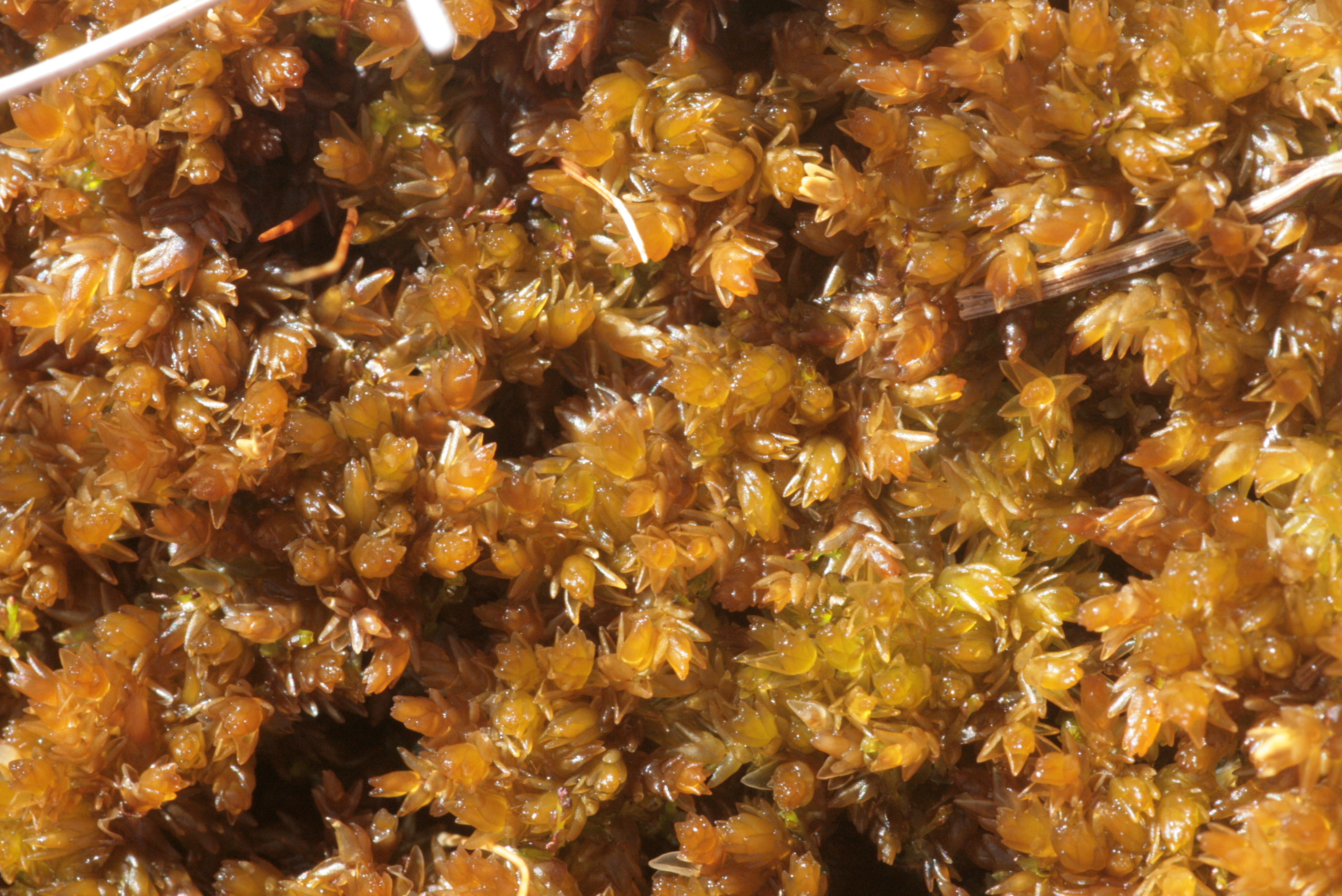
Główki torfowca szorstkiego

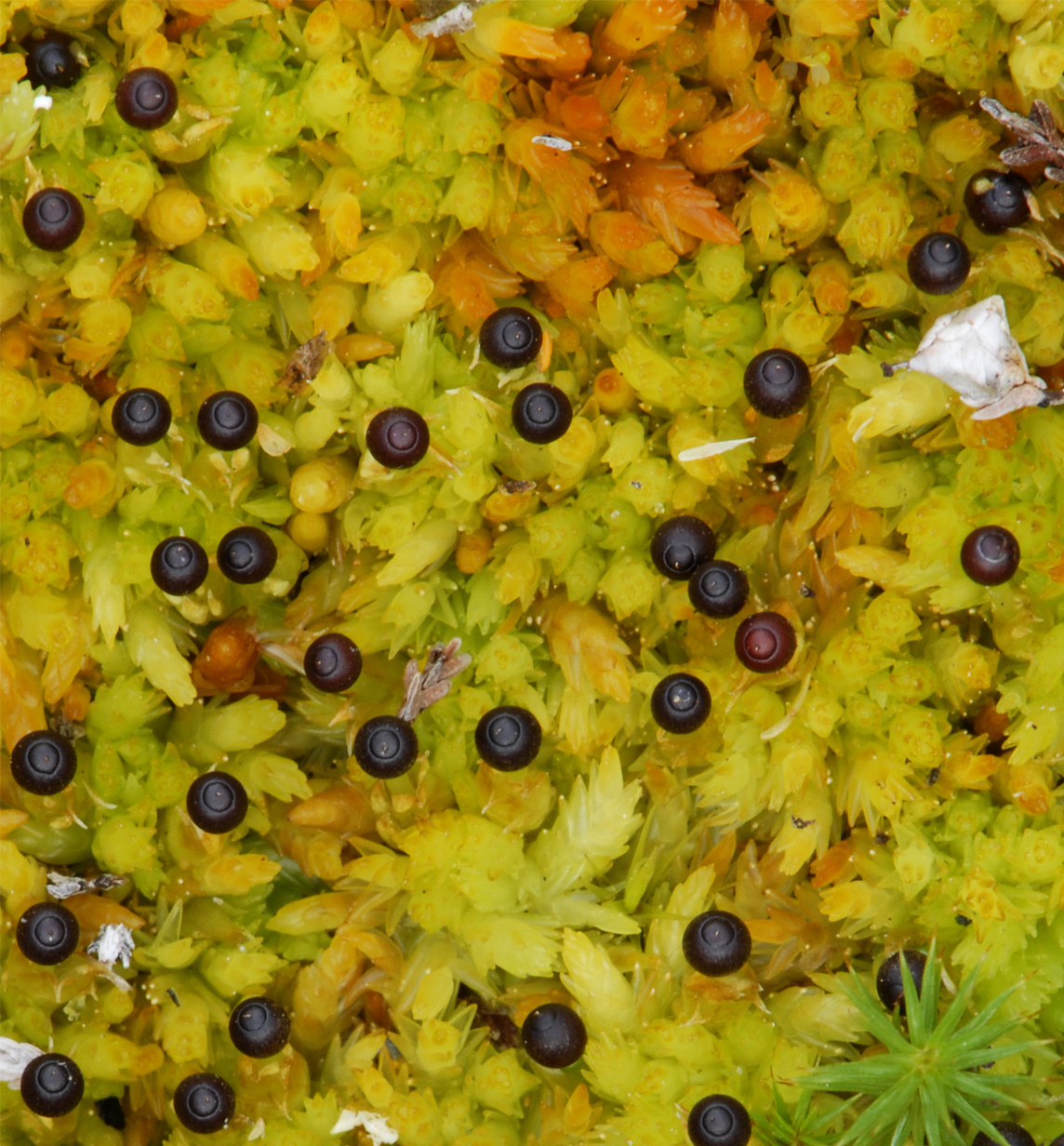
Zarodnie

PokrójTorfowiec średnich lub dużych rozmiarów, zwykle do 10 cm długości. Tworzy niskie, zwarte darnie (pokrojem, choć nie barwą, bywa porównywany do bielistki siwej), w kolorze od białozielonego do zielonego i (częściej) od jasnobrązowego do pomarańczowobrązowego. Przy różnych odcieniach zieleni, brązu i czasem nawet barwy nieco fioletowawej, mchy te nigdy nie są winnoczerwone.
GłówkaMała, zwykle ukryta w skierowanych do góry gałązkach, dzięki czemu torfowiec ten ma charakterystyczny nastroszony pokrój. Główka jest słabo odgraniczona od dolnej części łodyżki, która na całej długości okryta jest gałązkami. Gęsto stłoczone główki, wszystkie z wzniesionymi gałązkami, bardzo słabo wyodrębniają się od siebie, w efekcie darń ma od góry patrząc jednorodny wygląd.
ŁodyżkaW porównaniu do ogólnego pokroju cienka, do 0,8 mm średnicy. Kora (hialoderma) zbudowana z 2–3 warstw cienkościennych komórek hialinowych (wodnych). Cylinder wewnętrzny (skleroderma), składający się z grubościennych komórek, ciemnobrązowy do czarnego (taką też barwę ma cała łodyżka, rzadko bywa jasna), zwłaszcza u starszych łodyżek (hialoderma jest wyraźnie odgraniczona od sklerodermy). Łodyżkę gałązki tworzą komórki z dużymi porami w części zewnętrznej.
PęczkiGęsto rozmieszczone, z (2)3–6(7) gałązkami, przy czym gałązek odstających zazwyczaj jest 1–2 (czasami 3), a gałązek zwisających 2–3, rzadziej 1, 6 lub 7. Gałązki odstające są krótkie i grubsze niż gałązki zwisające, nie zwężają się w górnej części. Gałązki zwisające ciasno przylegają do łodyżki, mają zmienną długość, niewiele dłuższą od gałązek odstających, czasami są bardzo krótkie i cienkie, zwężają się delikatnie na końcu.
Listki łodyżkoweBardzo małe, z reguły nie osiągają nawet 0,8 mm długości, skierowane w dół, języczkowato trójkątne, z zaokrąglonym szczytem, nieco poszarpane. Komórki wodne rzadko mają listewki.
Listki gałązkoweListki gałązek zwisających są delikatne, wąskie i podłużne. Listki gałązek odstających są duże, osiągające nawet 3 mm długości, szeroko jajowate do prostokątno-jajowatych lub jajowato-lancetowatych, ze szczytem zazwyczaj obciętym, czasami kapturkowatym lub wyszarpanym, z 5–7 ząbkami. Ciasno do siebie przylegają, wręcz na siebie nachodzą, czasami odstają, a u osobników rosnących w zacienionych miejscach są nastroszone.
Komórki wodne listków są duże, lecz stosunkowo krótkie, nie więcej niż 5 razy dłuższe niż szerokie. W górnej części liścia romboidalne. Na powierzchni grzbietowej liścia liczą od 0 do 12 porów, na powierzchni brzusznej najczęściej występują na połączeniu trzech komórek wodnych. Jeśli zaś nie ma zbioru trzech porów na połączeniu komórek wodnych, wtedy tylko kilka nieregularnie rozmieszczonych bądź całkowity ich brak. W przekroju poprzecznym komórki fotosyntezujące (chlorofilowe) owalne, cienkościenne, zlokalizowane w środkowej części blaszki, choć bliżej części grzbietowej liścia, całkowicie otoczone przez komórki wodne, które łączą się nad i pod nimi. Komórki wodne w przekroju poprzecznym są zazwyczaj płaskie od strony brzusznej listka, a słabo wypukłe od strony grzbietowej.
Gametangia i sporogonySkupienia gametangium są jednopienne. Listki perygonialne wspierające plemnie są podobne do listków wegetatywnych. Listki perychecjalne wspierające rodnie i później sporofit (sporogon) są szeroko lub podługowato jajowate. Sporogony są w Polsce rzadko obserwowane, ale np. na Wyspach Brytyjskich i w Ameryce Północnej są częste. Rozwijają się latem. Zarodniki są jasnobrązowe i gładkie, osiągają 30–35 μm średnicy.
Gatunki podobneSphagnum strictum (gatunek amerykański, rzadki w Europie, nie stwierdzony w Polsce) ma liście gałązkowe nagle zwężone w długi, zwinięty wzdłuż brzegów i niezakończony kapturkowato kończyk. Na przekroju poprzecznym listków gałązkowych brak listewek okrężnych w komórkach wodnych. Nigdy też nie ma ciemnych łodyżek. Torfowiec Wulfa (Sphagnum wulfianum) ma liście gałązkowe w odróżnieniu od S. compactum i S. strictum bez rynny resorpcyjnej (widocznej na przekroju poprzecznym na brzegu listka). Wyciągnięte są one też w długi do 1,5 mm, zwinięty na brzegach i na końcu ząbkowany kończyk. Podobne mogą być czasem zwarte darnie takich torfowców jak: błotny (S. palustre), brodawkowaty (S. papillosum) i miękki (S. molle), ale wszystkie one mają duże listki łodyżkowe.

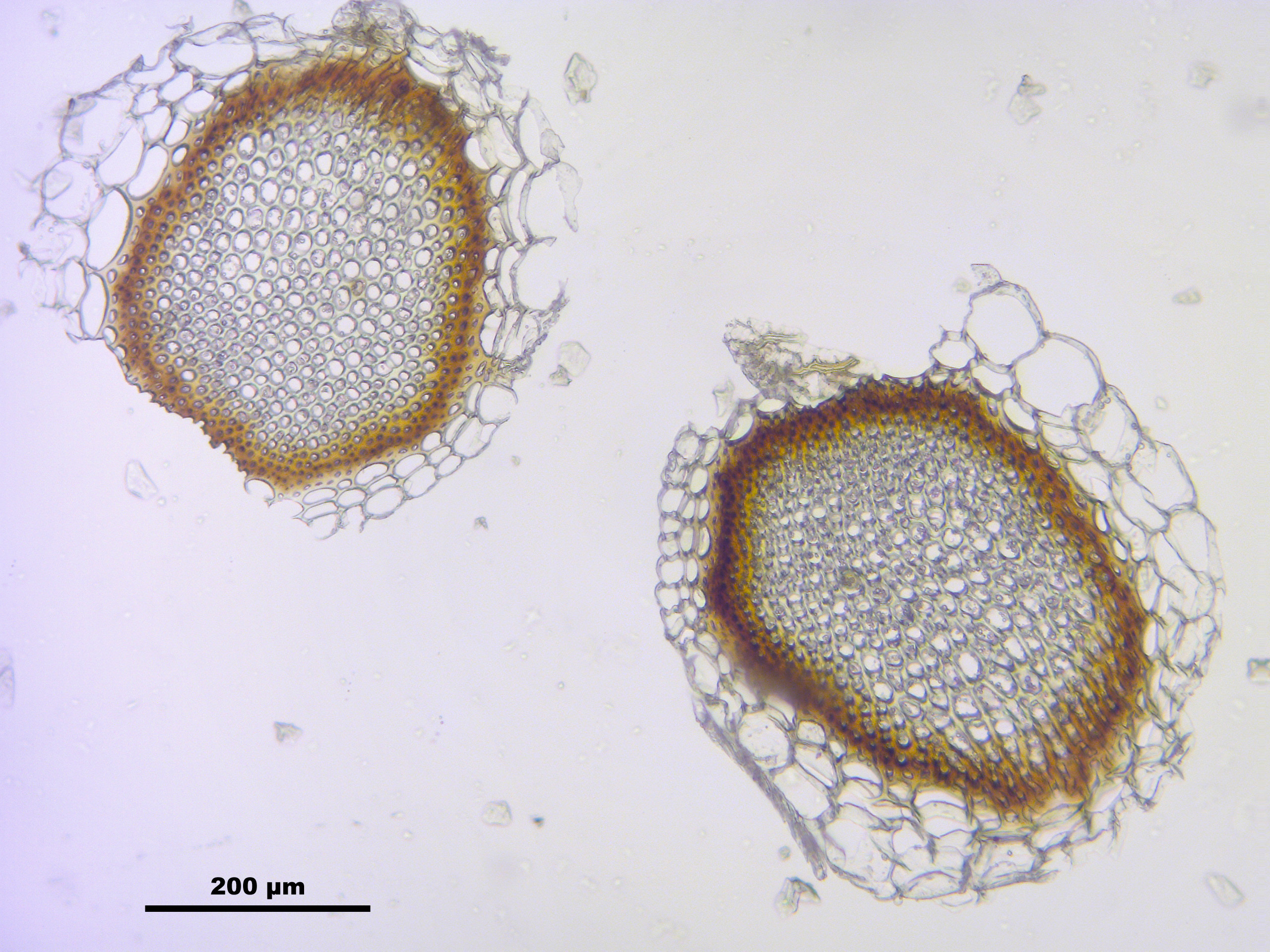
Przekrój przez łodyżkę
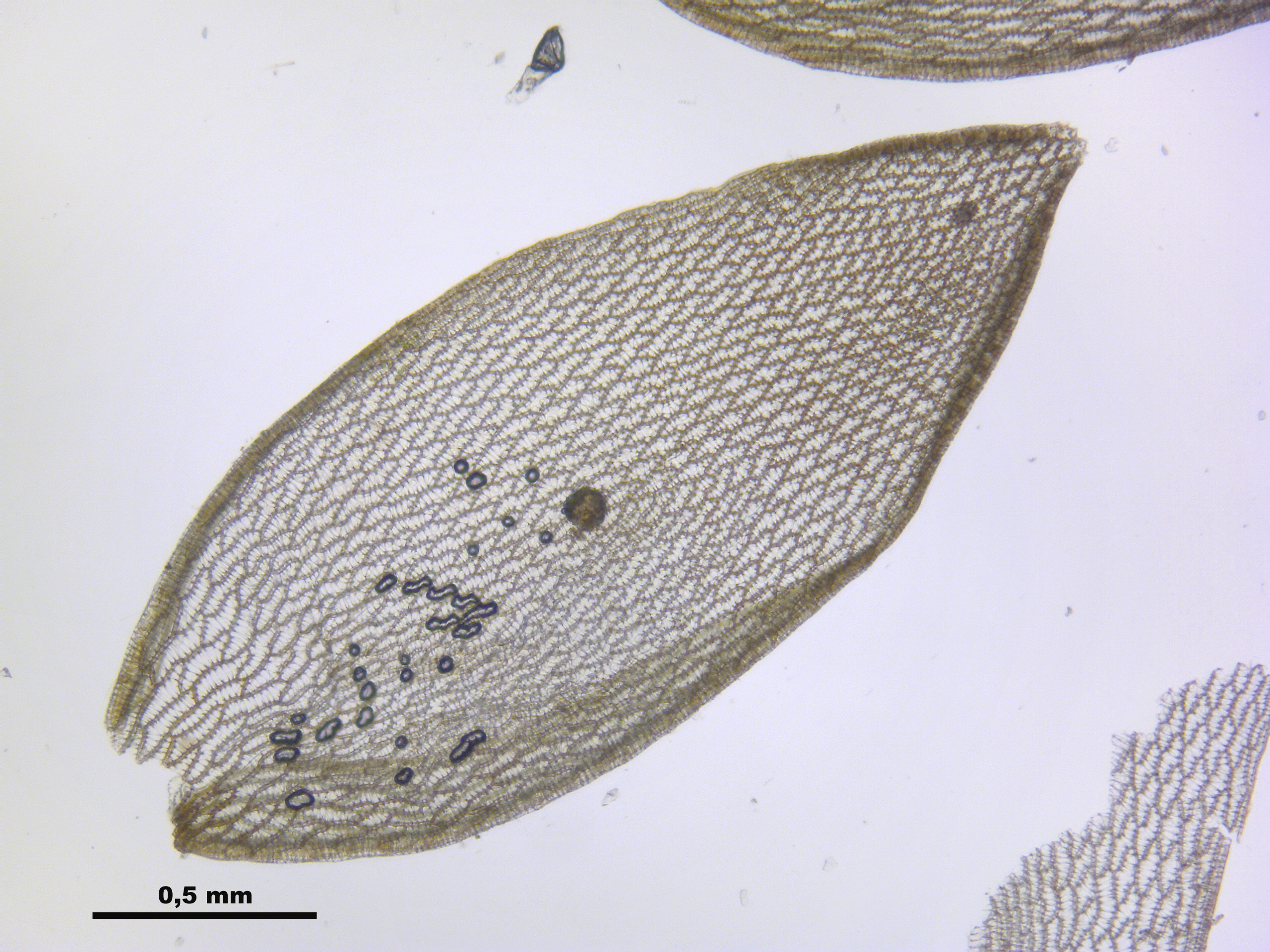
Kształt listka gałązkowego
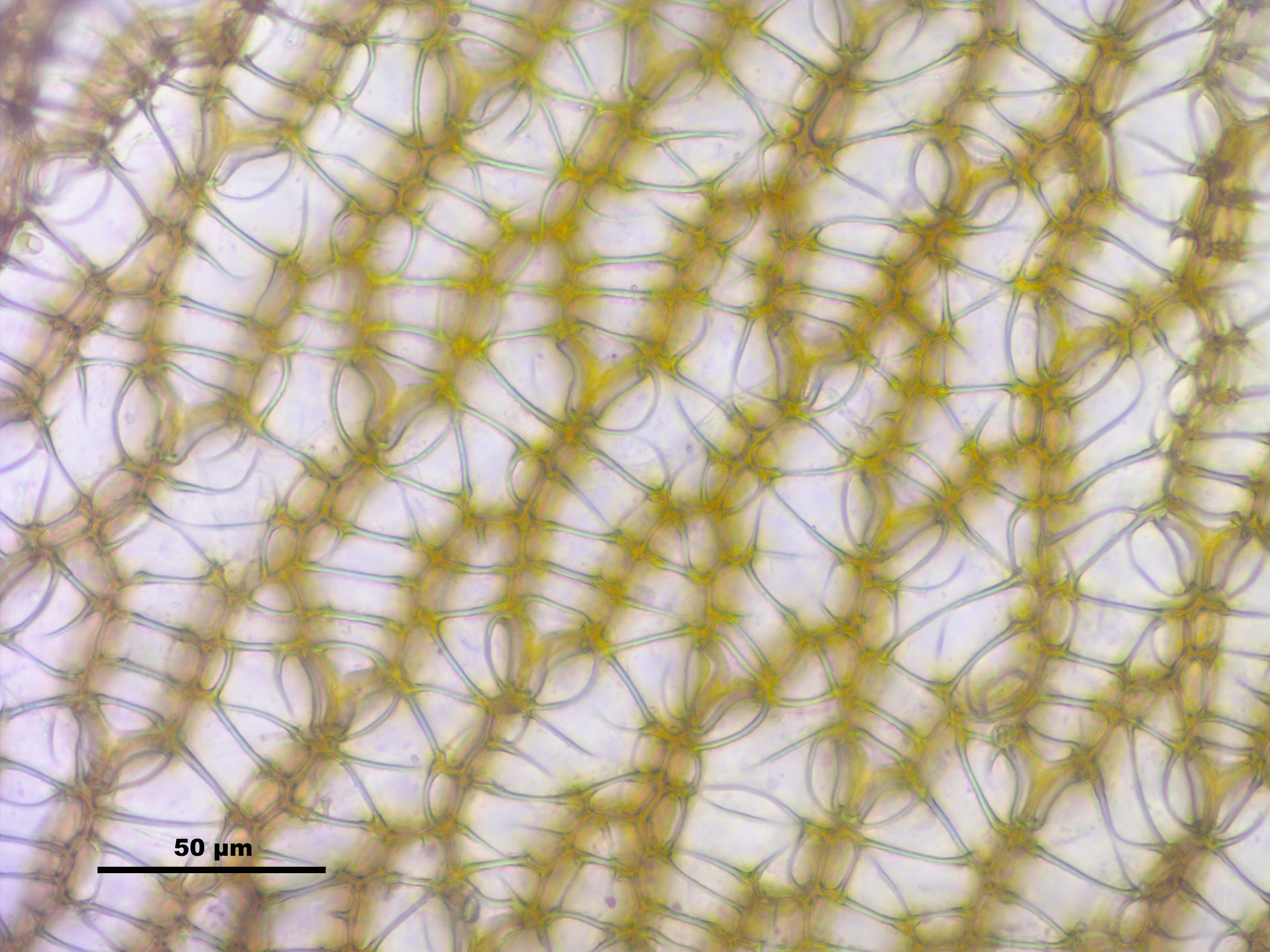
Komórki listka od strony brzusznej
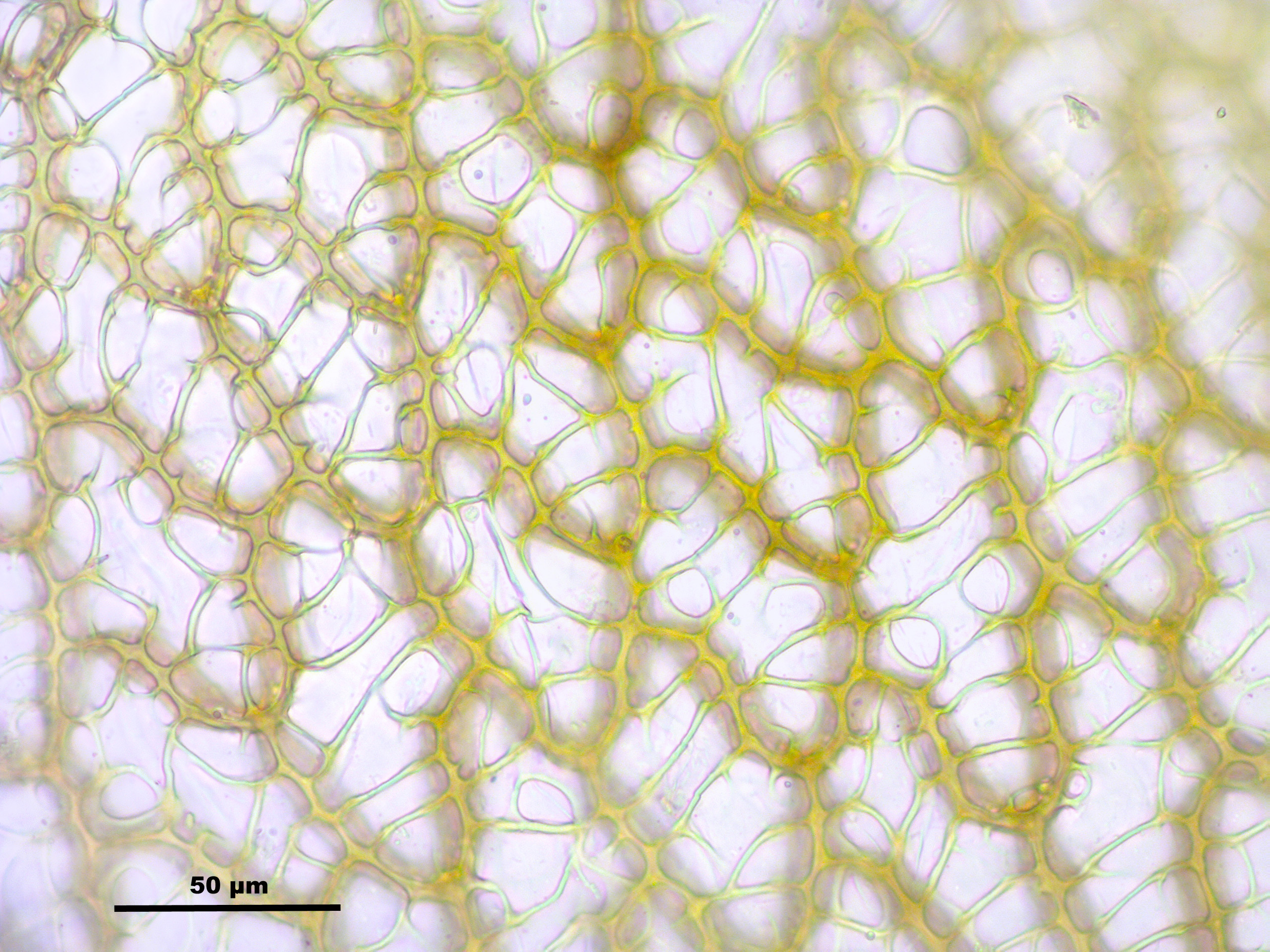
Komórki listka od strony grzbietowej
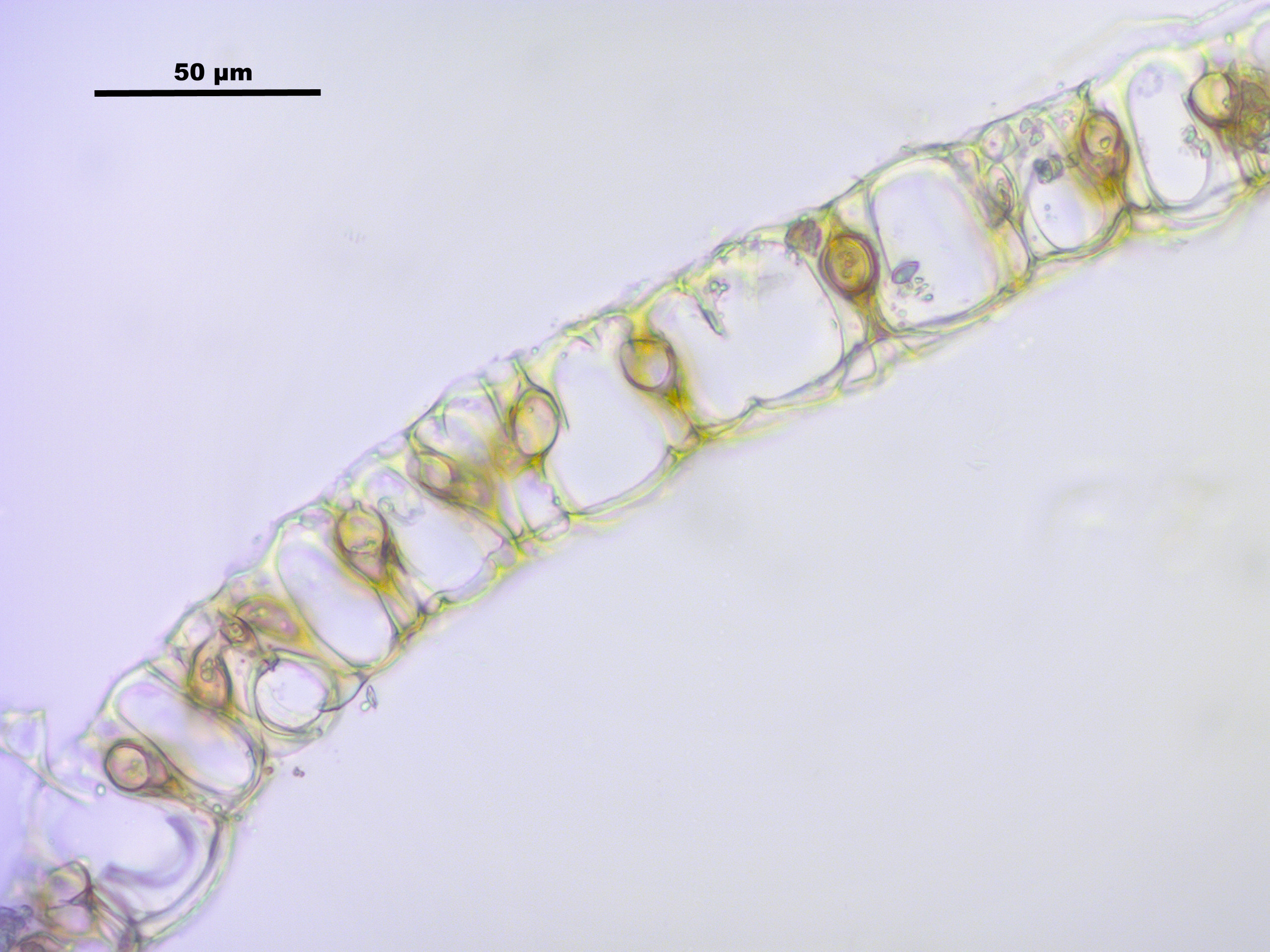
Przekrój poprzeczny przez listek

## Biologia i ekologia

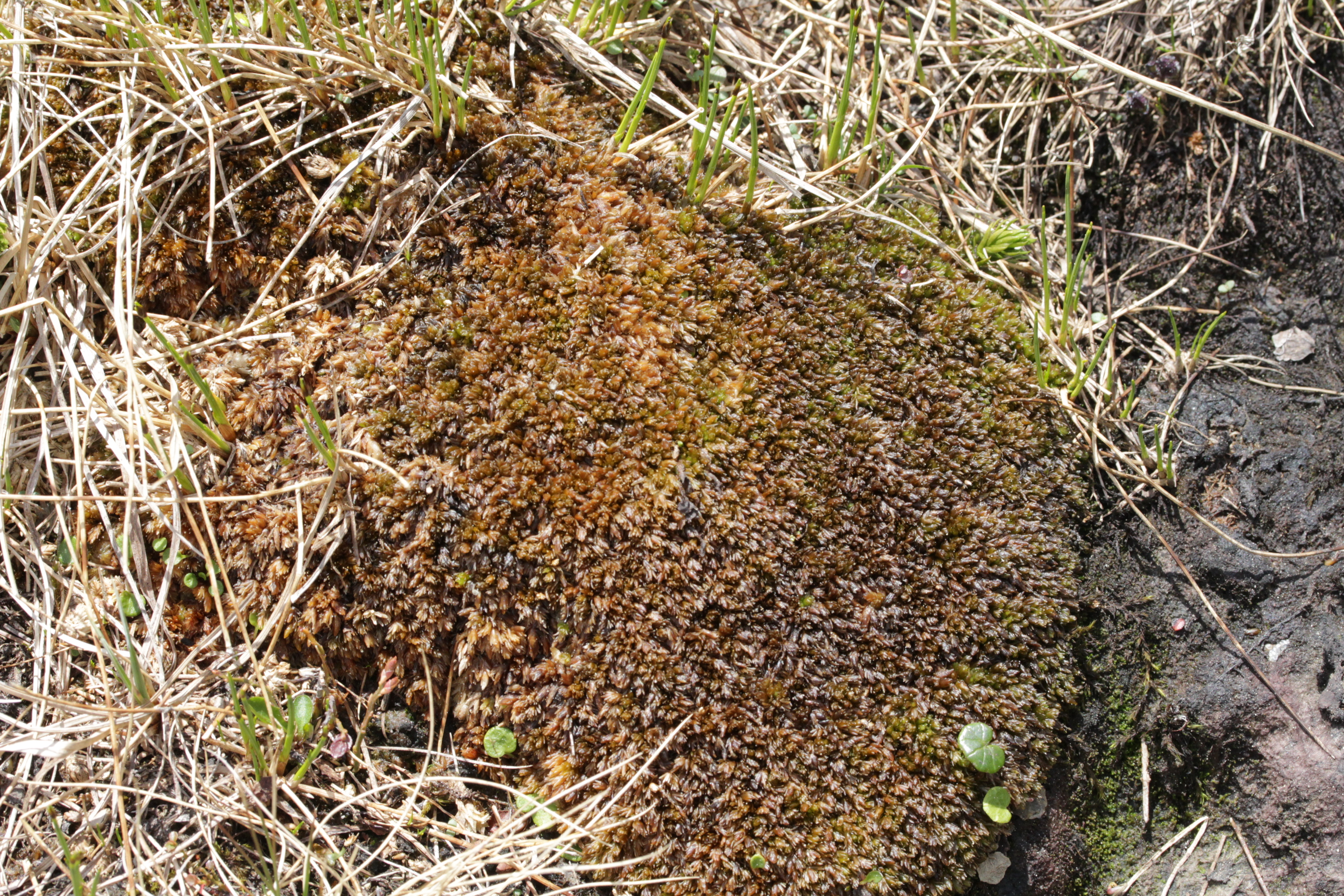
Tworzy zwarte darnie w miejscach odsłoniętych – jest gatunkiem słabo konkurencyjnym

Rośnie na siedliskach oligotroficznych i kwaśnych. Preferuje miejsca wilgotne, ale nie bardzo mokre. Jest gatunkiem o bardzo ograniczonych możliwościach konkurencji i ustępuje w przypadku rozwoju wyższych roślin. Dlatego rośnie zwykle w miejscach odsłoniętych na torfowiskach, często z nagim podłożem, czasem w wyniku zaburzeń takich jak np. pożar.
W okolicach okołobiegunowych rośnie w niższych położeniach, ale im dalej od nich tym wyższych sięga wysokości w górach. W Tatrach rośnie do rzędnej 2270 m n.p.m. W południowej części zasięgu (wyspy Makaronezji, Turcja, Hawaje i Kolumbia) obecny jest tylko na obszarach górskich.
Na północy Europy bardzo obficie występuje na torfowiskach aapa, tam też, oraz na obszarach górskich, często rośnie wśród skał i na źródliskach. W strefie subarktycznej i subalpejskiej jest istotnym składnikiem mszarów z wełnianeczkami – alpejską Trichophorum alpinum i darniową T. cespitosum. Na torfowiskach źródliskowych często towarzyszy torfowcowi brodawkowatemu Sphagnum papillosum. Najczęściej jednak tworzy jednogatunkowe darnie. W Europie Środkowej uznawany za gatunek charakterystyczny dla atlantyckich, mokrych wrzosowisk rzędu Sphagno-Ericetalia i związku Ericion tetralicis, na których rośnie w towarzystwie wrzosu i bliźniczki psiej trawki. W północno-zachodniej Europie rośnie także na wrzosowiskach tworząc zbiorowiska opisywane jako Erica tetralix-Sphagnum compactum, których jest istotnym składnikiem obok wrzośca bagiennego, wrzosu i trzęślicy modrej. Występuje też często na cienkim torfie na torfowiskach stokowych lub obrzeżach torfowisk w obniżeniach terenu.

## Systematyka i zmienność
Gatunek z monotypowego podrodzaju Rigida i sekcji Rigida, którą wyróżniają bardzo drobne listki łodyżkowe, od których listki gałązkowe są dwukrotnie większe oraz zwisające gałązki ściśle przylegające do łodyżki.
Wyróżniano w obrębie gatunku formy – compactum o bardzo zbitym pokroju i squarrosum o pokroju nastroszonym, z listkami odstającymi, ale różnice te tłumaczone są warunkami siedliskowymi (nasłonecznieniem w pierwszym wypadku i zacienieniem w drugim). Rośliny zanurzone, o delikatnym i cienkim pokroju opisano jako f. submersum.

## Ochrona
Gatunek jest objęty w Polsce ochroną nieprzerwanie od 2001 roku, na mocy rozporządzeń ministra właściwego do spraw środowiska. W latach 2001–2004 podlegał ochronie częściowej, w latach 2004–2014 ochronie ścisłej, a od 2014 roku ponownie objęty jest ochroną częściową. Występuje na obszarach objętych różnymi formami ochrony przyrody, np. podawany jest z doliny Sulistrowickiego Potoku na terenie Ślężańskiego Parku Krajobrazowego.
W krajach Unii Europejskiej siedliska gatunku (wilgotne wrzosowiska i różne typy mszarów torfowiskowych) chronione są jako siedliska przyrodnicze w obszarach Natura 2000.
W Czerwonej księdze gatunków zagrożonych IUCN ujęty jako gatunek najmniejszej troski. Populacja gatunku, szczególnie na niższych wysokościach, zmniejsza się z powodu niszczenia siedlisk. Jednak nie jest on uznawany za zagrożony wyginięciem w skali europejskiej.